# Monterey Park (California)
La Ciudad de Monterey Park es una ciudad ubicada en el condado de Los Ángeles, en el estado de California, Estados Unidos. Su cabecera es la ciudad de Los Ángeles.
Su extensión es de 19,9 km², de los cuales 19,8 son tierra y el resto, 0,1 km² (el 0,39%) agua. Según el Censo de 2010 la ciudad es habitada por 60.269 personas.
Destaca por tener un alto porcentaje de población asiático-estadounidense, casi el 67% en el censo de 2010.

## Historia
Antes de la llegada de los colonos españoles, la zona estaba poblada por una tribu conocida como los tongva o gabrielinos. Los tonga vivían en estructuras con forma de cúpula y cubiertas de paja. Ambos sexos llevaban el pelo largo y se tatuaban. Durante el tiempo caluroso hombres llevaban poca ropa, y las mujeres faldas cortas hechas de pieles de animales. Cuando el tiempo era más frío, usaban capas de piel.

## Educación
Cuatro distritos escolares, Distrito Escolar Unificado de Alhambra, Distrito Escolar Unificado de Los Ángeles, Distrito Escolar Unificado de Montebello, y Distrito Escolar Garvey sirven Monterey Park.
Monterey Park tiene Colegio Comunitario del Este de Los Ángeles. El Universidad Estatal de California, Los Ángeles, cerca de Monterey Park, ofrece programas educativos para estudiantes universitarios y programas educativos de maestría y doctorado.
La ciudad gestiona la Biblioteca Monterey Park Bruggemeyer.